# كلاب الحراسة (فلم)
كلاب الحراسة هو فيلم مصري من إنتاج عام 1984، وقصة مصطفى بركات، وإخراج سيد سيف.

## تمثيل
- حسين فهمي
- أبو بكر عزت
- عادل ادهم
- شكري سرحان
- نجاح الموجي
- سهير رمزي